# Jacques Échard
Jacques Échard   (Rouen, 22 de setembre de 1644 - París, 15 de març de 1724) va ser un monjo francès, historiador de l'orde dominic.

## Biografia
Procedent d'una família notable, va ingressar a l'orde dominicà després d'estudiar les humanitats. Va destacar per la seva diligència en els seus estudis i se li va encarregar la tasca de completar la història dels escriptors de l'orde, deixada inacabada per Jacques Quétif. Va dur a terme un treball minuciós sobre manuscrits de diverses biblioteques de França i d'Europa i va publicar els anys 1719-21 els dos volums de Scriptores ordinis praedicatorum recensiti notis historicis et criticis illustrati, que enumeraven els autors dominicans amb, per a cadascun, una nota biogràfica i una bibliografia anotada. Apuntat a la seva publicació pel "Journal des savants", l'obra va ser reimpresa el 1910-14 i el 1961. Avui és parcialment substituït per l'obra de Thomas Kaeppeli, Scriptores ordinis Praedicatorum medii aevi, 3 vols., A-S, Roma, Ad S. Sabinae, 1970 (A-F), 1975 (G-I), 1980 (I-S). Th. Kaeppeli-E. Panella, vol. 4 (agenda i correccions; T-Z), Roma, Istituto Storico Domenicano, 1993, imprescindible per actualitzar la bibliografia, així com per identificar manuscrits conservats i noves edicions. Però el treball de Quétif i Échard segueix sent indispensable, especialment per a l'estudi de la història de les atribucions, les seves discussions crítiques, la identificació de manuscrits perduts i la historiografia dominicana.
Els avisos dels "Scriptores..." precedits d'una estrella (*) són els que Échard va escriure, corregir o reelaborar profundament. A diferència de Quétif, que treballava a partir de la literatura impresa, va tenir especial cura en l'examen dels manuscrits: aquells que podia veure personalment, principalment a París (col·leccions dels col·legis, la Sorbona, la biblioteca del rei, els agustins, els dominics de Saint-Jacques i els de la rue Saint-Honoré), o que li van posar en coneixement dels corresponsals.
De vegades pren posicions personals i fins i tot contradiu les posicions mauristes aportant nous arguments i testimonis. Vegeu per exemple aquest allunyament de Dom Mabillon sobre el tema de la papessa Joana (t. 1, p. 367b-368a): "Domnum Mabillonium, virum nostrae aetatis eruditissimum semper ex animo veneratus sum, et mortuum cum omnibus litterarum studiosis lugeo: mirari tamen submit quod".

## Obres
- Sancti Thomae Summa suo auctori vindicata, sive de V. F. Vincentii Bellovacensi scriptis dissertatio, París, 1708;
- Scriptores Ord. Praed. recensiti, notisque historicis et criticis illustrati, etc., I, Paris, 1719; II, 1721; suppl. 1, 1721; addenda, 1722; addenda, 1723.